# Église Saint-Pierre-du-Lac de Val-Brillant
L'église Saint-Pierre-du-Lac est l'église de la paroisse éponyme de Val-Brillant au Bas-Saint-Laurent au Québec. Elle fut construite de 1914 à 1916 et est reconnue pour sa valeur patrimoniale exceptionnelle. Elle fait partie de l'archidiocèse de Rimouski.

## Description

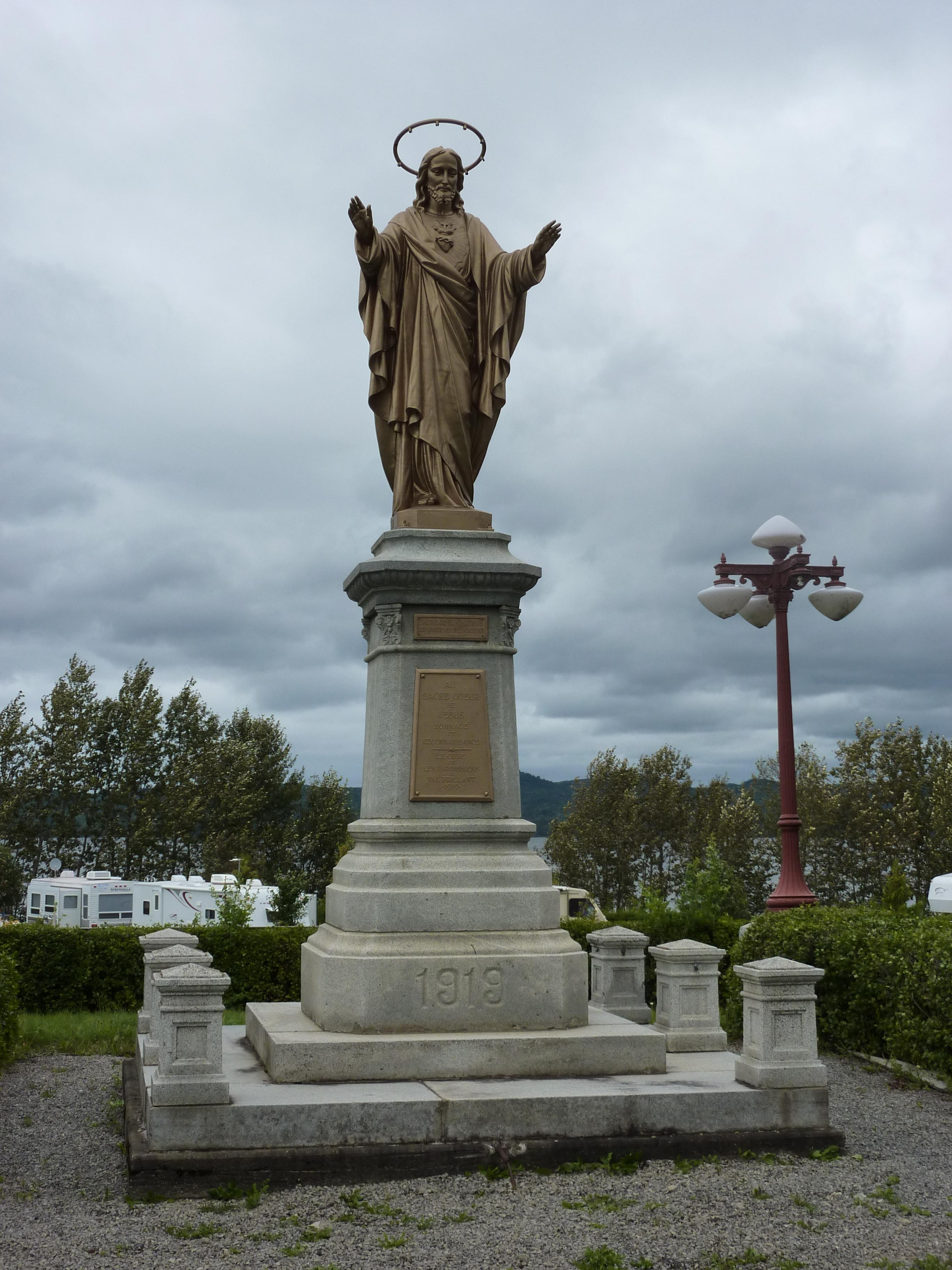
Statue du Sacré-Cœur de Jésus-Christ faisant face à l'église

L'église Saint-Pierre-du-Lac est située en plein cœur du village de Val-Brillant faisant face au lac Matapédia. En fait, ses deux clochers mesurant 45 m de haut sont un point de repère local important,. Elle est de style néo-gothique et a été bâtie selon les plans de l'architecte René-Pamphile Lemay. Elle comprend des ouvertures en arc brisé, des contreforts, des pinacles et des flèches très élancées surmontant les clochers. Elle a des murs en pierre et une toiture en tôle.
L'église comprend un orgue fabriqué par Casavant Frères en 1912.

### Presbytère

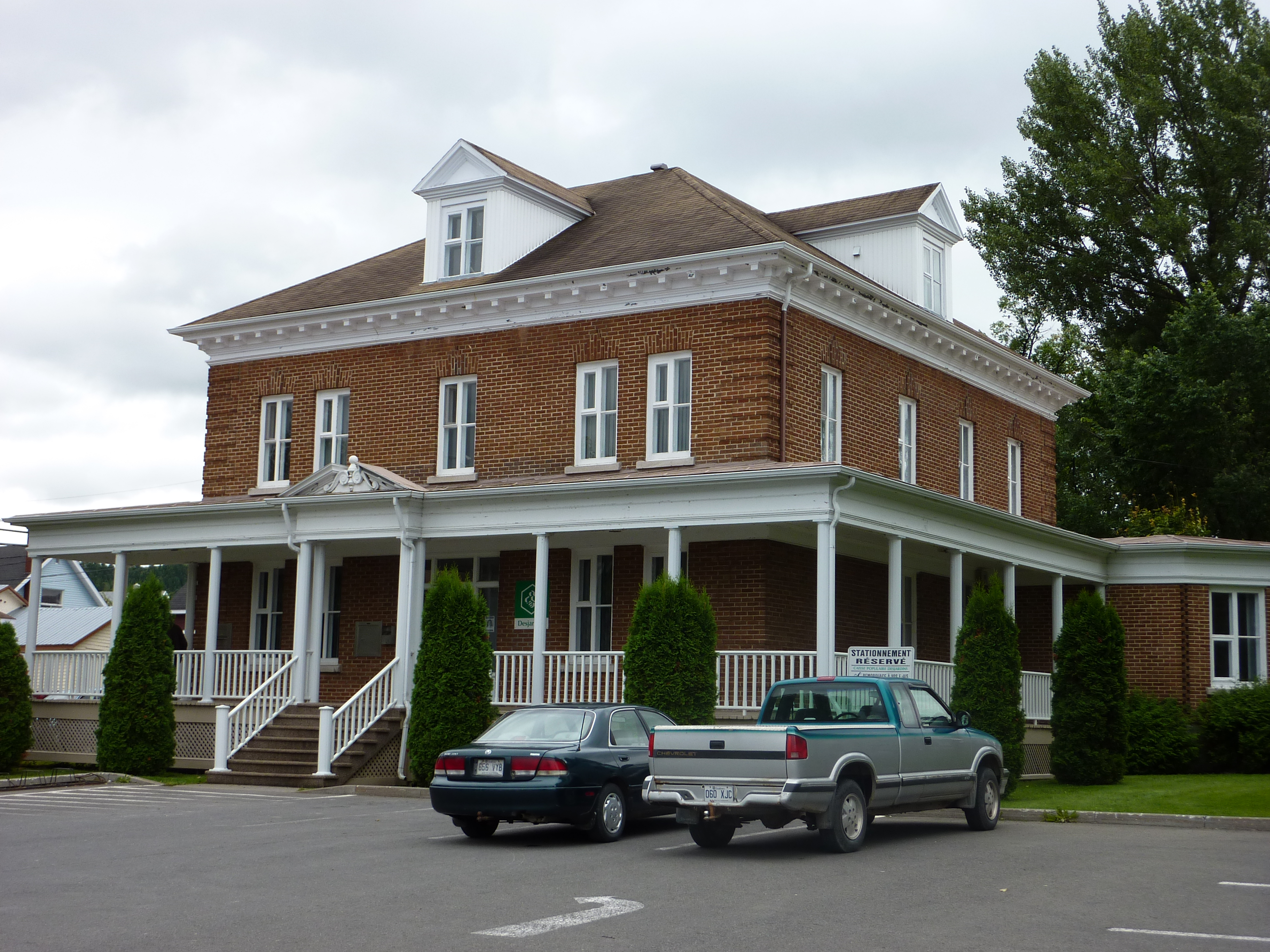
Le presbytère

Le presbytère fut construit en 1916. Il s'agit d'un bâtiment de style cubique avec un toit en pavillon, un plan carré et deux niveaux d'habitation complets adjacent à l'église. Les ornements, dont le fronton, la corniche à modillons et les colonnes, sont surtout de style néoclassique. Plusieurs éléments d'origine sont toujours sur le bâtiment dont le revêtement et les chaînages en brique, les fenêtres, les portes et les lucarnes à fronton, mais la tôle de la toiture a été remplacée par du bardeau d'asphalte.

### Monuments

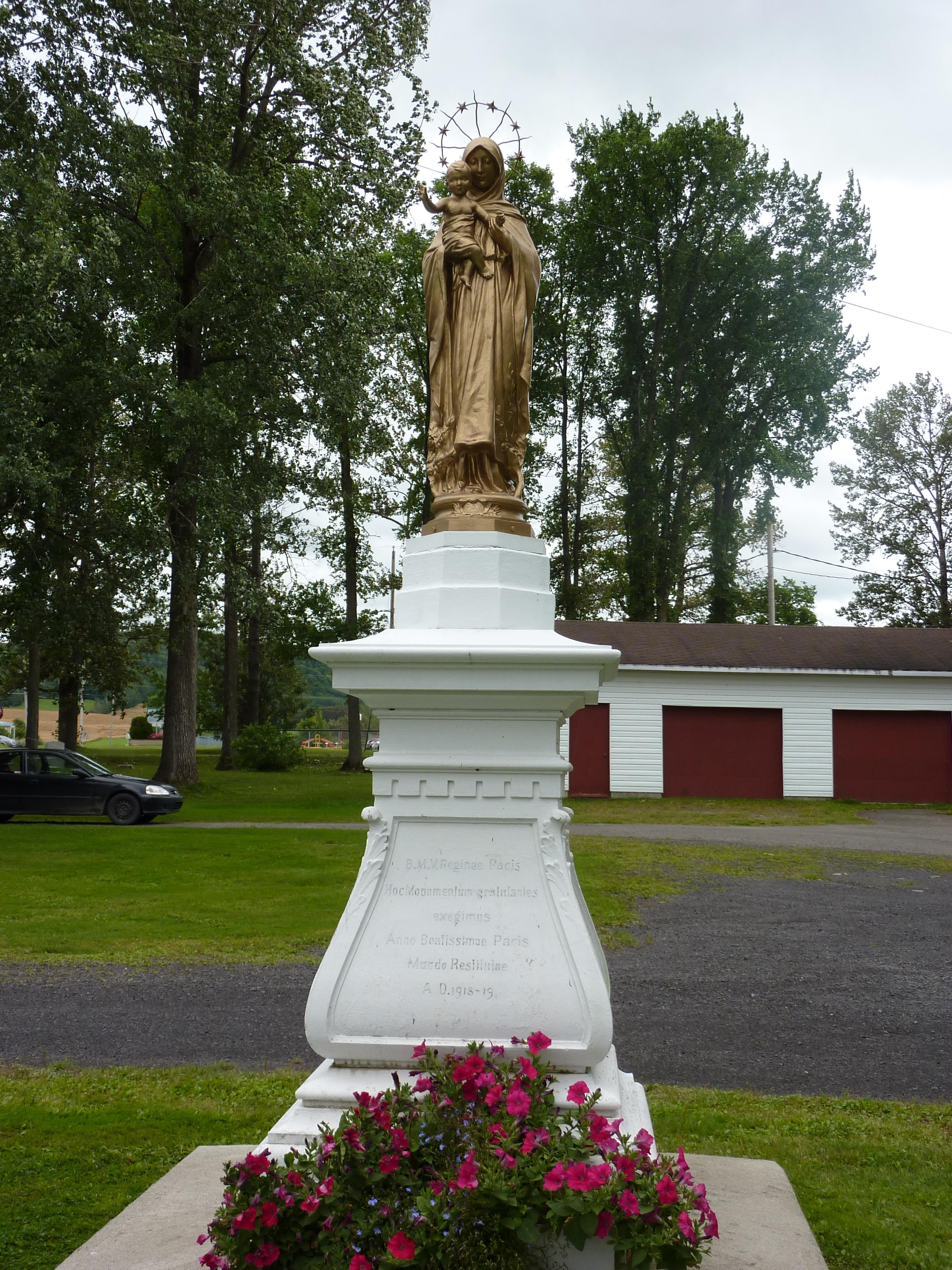
Statue de la Vierge à l'Enfant

Faisant face à l'église de l'autre côté de la rue, il y a une statue du Sacré-Cœur de Jésus-Christ. Devant la façade de l'église, il y a une statue de Pierre Brillant, le « Père de la Vallée ». Celle-ci comprend trois plaques : une pour les missionnaires et les curés de la vallée, une pour les pionniers de la vallé et une en hommage à Pierre Brillant. Dans la cour entre l'église et le presbytère, il y a une statue de Notre-Dame à l'Enfant-Jésus.

## Histoire

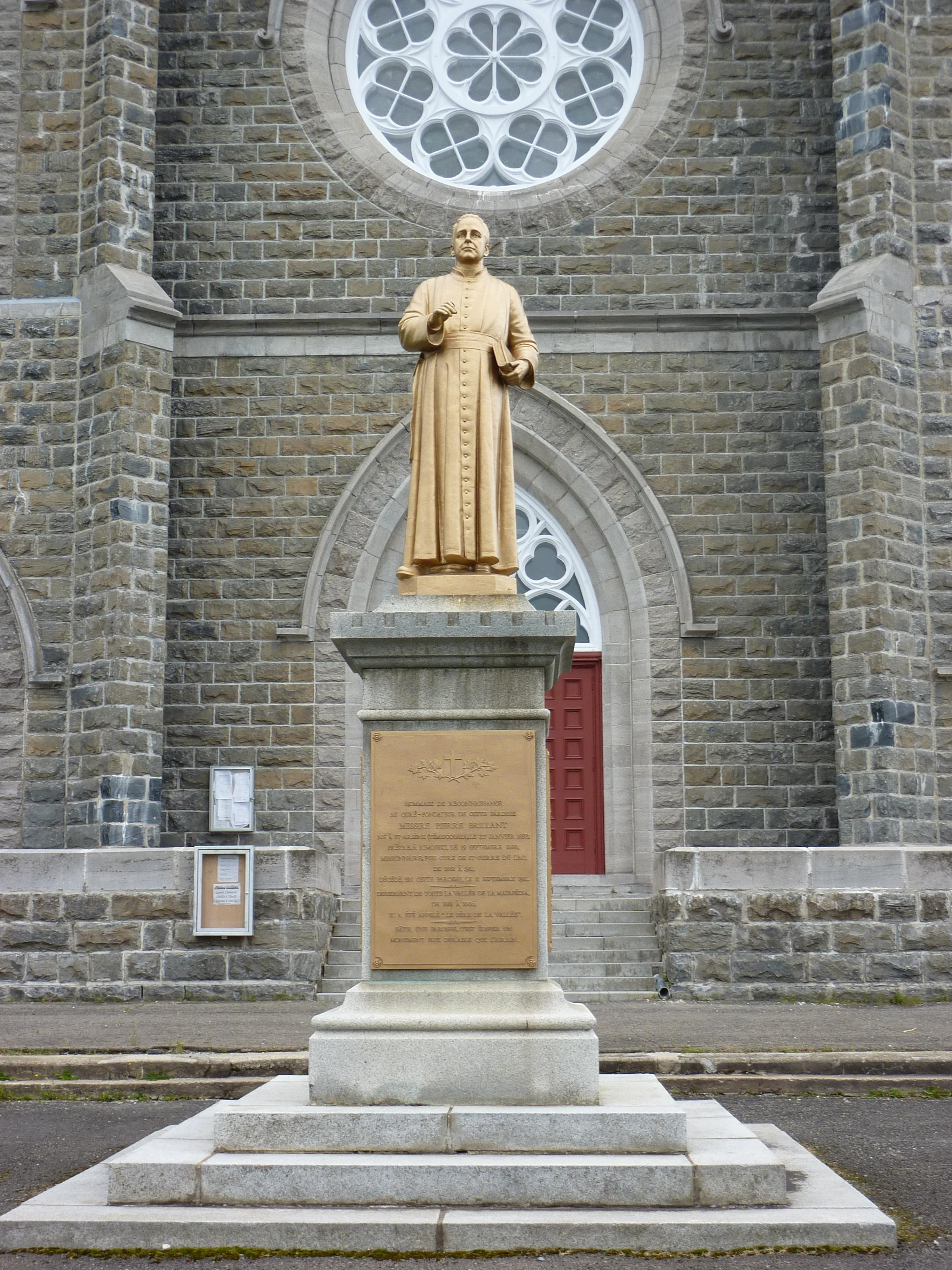
Statue de Pierre Brillant devant l'église

L'église Saint-Pierre-du-Lac fut construite de 1914 à 1916, mais l'intérieur fut terminé en 1929,,. Elle remplace l'ancienne église qui fut construite en 1889 et détruite en 1916. La première messe y fut célébrée le 26 novembre 1916. L'église fut consacrée par Mgr Georges-Alexandre Courchesne le 18 septembre 1949. Les bancs et les boiseries de l'église furent restaurés à leur couleur d'origine en 1983.
Le 13 février 2023, l'église est cité comme immeuble patrimonial par la municipalité de Val-Brillant.

## Utilisation
L'église Saint-Pierre-du-Lac est toujours utilisée comme église parroissiale. Elle est de rite latin.